# USS San Francisco (C-5)
Бронепалубный крейсер «Сан-Франциско» (англ. San Francisco)— крейсер американского флота.

## Проектирование
Крейсер стал дальнейшим развитием проекта «Ньюарк». Отличался, главным образом, составом парусного вооружения и размещением артиллерии.

## Конструкция

### Вооружение
Главный  калибр был представлен 152-мм орудиями Mark I также разработанными в 1883 году и имевшими ствол длиной в 30 калибров. Масса орудия составляла 4994 кг, оно стреляло бронебойными снарядами весом 47,7 кг с начальной скоростью 594 м/с. Дальность стрельбы при угле возвышения 15,3° достигала 8230 м. Скорострельность составляла 1,5 выстрела в минуту. Все эти орудия размещались в бортовых спонсонах и на верхней палубе.
Прочая артиллерия была представлена маломощными орудиями калибров 57-мм, 47-мм и 37-мм. Последние могли выпускать до 25 снарядов в минуту.